# 오오카촌 (사이타마현)
오오카촌(大岡村)은 사이타마현 히가시마쓰야마시에 일찍이 존재했던 촌이며, 히키군에 속했다. 현재의 히가시마쓰야마시 오오카 지구에 해당한다.

## 지리
구마가야시와 인접해 있다. 남쪽에 인접한 히가시마쓰야마 지구 이남의 지구는 구마가야시와의 연계성이 매우 약해 방문한 적도 없는 주민이 많지만, 오오오카 지구의 주민들은 히가시마쓰야마역을 중심으로 한 히가시마쓰야마시 중심부와 구마가야시 중심부와의 거리가 크게 다르지 않고, 교통수단도 자가용이나 버스(국제주왕버스)만으로만 이용할 수 있기 때문에 구마가야시를 방문하는 주민이 많다, 구마가야시를 방문하는 주민이 많다. 또한 히가시마쓰야마역, 구마가야역, 후키아게역의 자가용 소요시간이 크게 다르지 않기 때문에 주민들은 목적지에 따라 이용하는 역을 선택하고 있다. 이러한 점으로 인해 다른 지역에 비해 현 북부와 연계성이 높다. 
오오카지역활동센터가 있고, 그 옆에는 오오카지역활동센터가 있다. 

## 역사
오오카 지구의 남쪽은 에도 시대에는 오타니촌이라는 지명이었다.
히가시마쓰야마시 노모토의 무량수사에 있는 비석에는 오오타니 요시츠키의 손자 오오타니 요시토키(大谷吉継)가 에도시대 초기에 무사시국 히키군(현 히가시마쓰야마시)에 와서 죽었다는 내용이 기록되어 있다. 
- 1889년  오타니촌, 오카고, 이치노카와촌, 노다촌, 도헤이촌이 합병해 오오카촌이 되었다. 몇 달 후 이치노카와촌, 노다촌, 도다촌, 도헤이촌 3개 촌이 합의를 이루지 못하고 분리되어 마쓰야마정에 편입 합병되었다.
- 1954년 7월 1일 - 마쓰야마 정, 가라코 촌, 다카사카 촌, 노모토 촌과 합병해, 히가시마쓰야마시가 되었다.